# Golpe de Sorte (2.ª temporada)
A segunda temporada de Golpe de Sorte foi exibida na SIC de 1 de julho a 9 de setembro de 2019. 
Contou com Maria João Abreu, Dânia Neto, Jorge Corrula e Diana Chaves nos papéis principais.

## Elenco

### Elenco principal
| Ator/Atriz        | Personagem                              |
| ----------------- | --------------------------------------- |
| Maria João Abreu  | Maria do Céu Garcia                     |
| Dânia Neto        | Sílvia Mira / Miriam Barbosa Sousa Vale |
| Jorge Corrula     | Caio Amaral / Jorge Montalvão           |
| Diana Chaves      | Leonor Alves Craveiro / Alice Barreto   |
| Isabela Valadeiro | Telma Garcia                            |
| Ângelo Rodrigues  | Bruno Garcia                            |
| Manuela Maria     | Preciosa Toledo                         |
| José Raposo       | José Luís Toledo                        |
| Carolina Carvalho | Jéssica Toledo                          |

### Elenco recorrente
| Ator/Atriz           | Personagem              |
| -------------------- | ----------------------- |
| Rui Mendes           | Natário Garcia          |
| Vítor Norte          | Horácio Toledo          |
| Henriqueta Maya      | Cremilde Reis           |
| Carmen Santos        | Lúcia Garcia            |
| Helena Laureano      | Rosanne Toledo          |
| Rosa do Canto        | Amália Reis             |
| Ana Bustorff         | Madre Rosário           |
| Ana Guiomar          | Patrícia Cruz           |
| João Paulo Rodrigues | Justino «Tino» Sanganha |
| Oceana Basílio       | Teresa Dantas           |
| Diogo Amaral         | Padre Aníbal Dantas     |
| Pedro Laginha        | Carlos Alberto Nobrega  |
| Duarte Gomes         | Cláudio Toledo          |
| António Camelier     | Ricardo Assunção        |
| João Paulo Sousa     | Xavier Reis             |
| José Carlos Pereira  | Vítor «Vitinho»         |
| Ricardo Carriço      | Gonçalo Vasques         |
| Sara Norte           | Branca Lucena           |
| Adriane Garcia       | Kelly Lazzaro           |
| Elsa Valentim        | Eugénia Alves Craveiro  |

### Artistas convidados
| Ator/Atriz          | Personagem | Nº do episódio |
| ------------------- | ---------- | -------------- |
| Cláudio Ramos       | Ele mesmo  | Episódio 34    |
| Toy                 | Ele mesmo  | Episódio 46    |
| Maria Botelho Moniz | Stalker    | Episódio 50    |

### Elenco adicional
| Ator/Atriz       | Personagem                     |
| ---------------- | ------------------------------ |
| Marco Costa      | Agente da PJ                   |
| Eric Santos      | Francisco Bento                |
| Frederico Barata | Serafim                        |
| Eurico Lopes     | Sérgio (ex-namorado de Cíntia) |

## Episódios
| #  | ## | Título        | Dirigido por                   | Escrito por     | Exibição original                                              | Audiências (em milhões)      |
| -- | -- | ------------- | ------------------------------ | --------------- | -------------------------------------------------------------- | ---------------------------- |
| 28 | 1  | "Episódio 28" | Carlos Dante e António Gonçalo | Vera Sacramento | 1 de julho de 2019                                             | 1,21                         |
| 29 | 2  | "Episódio 29" | Carlos Dante e António Gonçalo | Vera Sacramento | 2 de julho de 2019                                             | 1,22                         |
| 30 | 3  | "Episódio 30" | Carlos Dante e António Gonçalo | Vera Sacramento | 3 de julho de 2019                                             | 1,17                         |
| 31 | 4  | "Episódio 31" | Carlos Dante e António Gonçalo | Vera Sacramento | 4 de julho de 2019                                             | 1,20                         |
| 32 | 5  | "Episódio 32" | Carlos Dante e António Gonçalo | Vera Sacramento | 5 de julho de 2019                                             | 0,99                         |
| 33 | 6  | "Episódio 33" | Carlos Dante e António Gonçalo | Vera Sacramento | 8 de julho de 2019                                             | 1,22                         |
| 34 | 7  | "Episódio 34" | Carlos Dante e António Gonçalo | Vera Sacramento | 9 de julho de 2019                                             | ASD                          |
| 35 | 8  | "Episódio 35" | Carlos Dante e António Gonçalo | Vera Sacramento | 10 de julho de 2019                                            | 1,04                         |
| 36 | 9  | "Episódio 36" | Carlos Dante e António Gonçalo | Vera Sacramento | 11 de julho de 2019                                            | ASD                          |
| 37 | 10 | "Episódio 37" | Carlos Dante e António Gonçalo | Vera Sacramento | 12 de julho de 2019                                            | ASD                          |
| 38 | 11 | "Episódio 38" | Carlos Dante e António Gonçalo | Vera Sacramento | 15 de julho de 2019                                            | 1,14                         |
| 39 | 12 | "Episódio 39" | Carlos Dante e António Gonçalo | Vera Sacramento | 16 de julho de 2019                                            | 1,16                         |
| 40 | 13 | "Episódio 40" | Carlos Dante e António Gonçalo | Vera Sacramento | 17 de julho de 2019                                            | 1,20                         |
| 41 | 14 | "Episódio 41" | Carlos Dante e António Gonçalo | Vera Sacramento | 18 de julho de 2019                                            | 1,10                         |
| 42 | 15 | "Episódio 42" | Carlos Dante e António Gonçalo | Vera Sacramento | 19 de julho de 2019                                            | 1,05                         |
| 43 | 16 | "Episódio 43" | Carlos Dante e António Gonçalo | Vera Sacramento | 22 de julho de 2019                                            | ASD                          |
| 44 | 17 | "Episódio 44" | Carlos Dante e António Gonçalo | Vera Sacramento | 23 de julho de 2019                                            | 1,09                         |
| 45 | 18 | "Episódio 45" | Carlos Dante e António Gonçalo | Vera Sacramento | 24 de julho de 2019                                            | ASD                          |
| 46 | 19 | "Episódio 46" | Carlos Dante e António Gonçalo | Vera Sacramento | 25 de julho de 2019                                            | ASD                          |
| 47 | 20 | "Episódio 47" | Carlos Dante e António Gonçalo | Vera Sacramento | 26 de julho de 2019                                            | ASD                          |
| 48 | 21 | "Episódio 48" | Carlos Dante e António Gonçalo | Vera Sacramento | 29 de julho de 2019                                            | ASD                          |
| 49 | 22 | "Episódio 49" | Carlos Dante e António Gonçalo | Vera Sacramento | 30 de julho de 2019                                            | ASD                          |
| 50 | 23 | "Episódio 50" | Carlos Dante e António Gonçalo | Vera Sacramento | 31 de julho de 2019                                            | ASD                          |
| 51 | 24 | "Episódio 51" | Carlos Dante e António Gonçalo | Vera Sacramento | 1 de agosto de 2019                                            | ASD                          |
| 52 | 25 | "Episódio 52" | Carlos Dante e António Gonçalo | Vera Sacramento | 2 de agosto de 2019                                            | ASD                          |
| 53 | 26 | "Episódio 53" | Carlos Dante e António Gonçalo | Vera Sacramento | 5 de agosto de 2019                                            | ASD                          |
| 54 | 27 | "Episódio 54" | Carlos Dante e António Gonçalo | Vera Sacramento | 6 de agosto de 2019                                            | ASD                          |
| 55 | 28 | "Episódio 55" | Carlos Dante e António Gonçalo | Vera Sacramento | 7 de agosto de 2019                                            | ASD                          |
| 56 | 29 | "Episódio 56" | Carlos Dante e António Gonçalo | Vera Sacramento | 8 de agosto de 2019                                            | ASD                          |
| 57 | 30 | "Episódio 57" | Carlos Dante e António Gonçalo | Vera Sacramento | 9 de agosto de 2019                                            | ASD                          |
| 58 | 31 | "Episódio 58" | Carlos Dante e António Gonçalo | Vera Sacramento | 12 de agosto de 2019                                           | ASD                          |
| 59 | 32 | "Episódio 59" | Carlos Dante e António Gonçalo | Vera Sacramento | 13 de agosto de 2019                                           | ASD                          |
| 60 | 33 | "Episódio 66" | Carlos Dante e António Gonçalo | Vera Sacramento | 14 de agosto de 2019                                           | ASD                          |
| 61 | 34 | "Episódio 61" | Carlos Dante e António Gonçalo | Vera Sacramento | 15 de agosto de 2019                                           | ASD                          |
| 62 | 35 | "Episódio 62" | Carlos Dante e António Gonçalo | Vera Sacramento | 16 de agosto de 2019                                           | ASD                          |
| 63 | 36 | "Episódio 63" | Carlos Dante e António Gonçalo | Vera Sacramento | 19 de agosto de 2019                                           | ASD                          |
| 64 | 37 | "Episódio 64" | Carlos Dante e António Gonçalo | Vera Sacramento | 20 de agosto de 2019                                           | ASD                          |
| 65 | 38 | "Episódio 65" | Carlos Dante e António Gonçalo | Vera Sacramento | 21 de agosto de 2019                                           | ASD                          |
| 66 | 39 | "Episódio 66" | Carlos Dante e António Gonçalo | Vera Sacramento | 22 de agosto de 2019                                           | ASD                          |
| 67 | 40 | "Episódio 67" | Carlos Dante e António Gonçalo | Vera Sacramento | 23 de agosto de 2019                                           | ASD                          |
| 68 | 41 | "Episódio 68" | Carlos Dante e António Gonçalo | Vera Sacramento | 26 de agosto de 2019                                           | 1,17                         |
| 69 | 42 | "Episódio 69" | Carlos Dante e António Gonçalo | Vera Sacramento | 27 de agosto de 2019                                           | 1,16                         |
| 70 | 43 | "Episódio 70" | Carlos Dante e António Gonçalo | Vera Sacramento | 28 de agosto de 2019                                           | 1,18                         |
| 71 | 44 | "Episódio 71" | Carlos Dante e António Gonçalo | Vera Sacramento | 29 de agosto de 2019                                           | 1,16                         |
| 72 | 45 | "Episódio 72" | Carlos Dante e António Gonçalo | Vera Sacramento | 30 de agosto de 2019                                           | ASD                          |
| 73 | 46 | "Episódio 73" | Carlos Dante e António Gonçalo | Vera Sacramento | 1 de setembro de 2019                                          | 1,06                         |
| 74 | 47 | "Episódio 74" | Carlos Dante e António Gonçalo | Vera Sacramento | 2 de setembro de 2019                                          | 1,18                         |
| 75 | 48 | "Episódio 75" | Carlos Dante e António Gonçalo | Vera Sacramento | 3 de setembro de 2019                                          | 1,11                         |
| 76 | 49 | "Episódio 76" | Carlos Dante e António Gonçalo | Vera Sacramento | 4 de setembro de 2019                                          | 1,11                         |
| 77 | 50 | "Episódio 77" | Carlos Dante e António Gonçalo | Vera Sacramento | 5 de setembro de 2019                                          | 1,20                         |
| 78 | 51 | "Episódio 78" | Carlos Dante e António Gonçalo | Vera Sacramento | 6 de setembro de 2019                                          | 1,04                         |
| 79 | 52 | "Episódio 79" | Carlos Dante e António Gonçalo | Vera Sacramento | 8 de setembro de 2019 (Parte 1)9 de setembro de 2019 (Parte 2) | 1,12 (Parte 1)1.51 (Parte 2) |

## Audiência
A 2.ª temporada estreou com 12.8 de audiência e 24.4% de share com cerca de 1 milhão e 209 mil espectadores, na liderança.
No dia seguinte a série alcançou o seu primeiro recorde de audiência da segunda temporada. O valor foi de 12.9 de rating e 25.6% de share com 1 milhão e 221 mil espectadores, na liderança.
A 8 de julho de 2019, “Golpe de Sorte” bateu um novo recorde da segunda temporada. A série da SIC teve o episódio mais visto desta nova fase da história. A saga da euromilionária Maria do Céu registou uma audiência média de 12.9, o que correspondeu uma média de 25.5% de share. Com 1 milhão e 224 mil espectadores em média, “Golpe de Sorte” voltou a ter o pico mais visto do dia. Às 22h14 a SIC batia nos 13.5/26.0%.
A 17 de julho de 2019, "Golpe de Sorte" registou mais um recorde da 2.ª temporada, desta vez de share. O resultado foi de 12.7/26.3%, com um pico de 13.6/28.9%, na liderança.
A 2.ª temporada terminou com 15.9 de rating e 32.3% de share com cerca de 1 milhão e 506 mil espectadores, na liderança, alcançando o recorde de audiência da série.
| Média | Média    | Episódios transmitidos | Rating | Share | Ref.   |
| ----- | -------- | ---------------------- | ------ | ----- | ------ |
| 2019  | Julho    | 22 episódios           | 11.8   | 24.3% | [ 29 ] |
| 2019  | Agosto   | 22 episódios           | 11.5   | 24.4% | [ 30 ] |
| 2019  | Setembro | 7 episódios            | 12.4   | 26.0% | [ 31 ] |
| Total | Total    | 52 episódios           | 11.9   | 24.9% |        |